# Kōdōha

Bandiera della Fazione della Via Imperiale usata durante il colpo di Stato del 26 febbraio 1936. I quattro caratteri dicono: "Venera l'Imperatore, Distruggi i Traditori".

La Fazione della Via Imperiale (皇道派?, Kōdōha) fu uno schieramento politico interno all'Esercito Imperiale Giapponese attivo negli anni venti e trenta del XX secolo. Appoggiata principalmente da giovani ufficiali, premeva per stabilire un governo militare e promuoveva idee totalitarie, militariste ed espansioniste. Soprattutto sosteneva, da un punto di vista politico, una radicale trasformazione della società, ispirandosi agli antichi ideali giapponesi, e criticando fortemente i processi di modernizzazione e il capitalismo come modello sociale ed economico. La radicale Kōdōha rivaleggiò con la più opportunista Tōseiha (Fazione di controllo) per l'influenza nell'esercito fino all'incidente del 26 febbraio nel 1936, quando fu de facto sciolta e molti suoi sostenitori vennero sottoposti a provvedimenti disciplinari o addirittura giustiziati.
Non si organizzò mai in partito politico, anche perché rifiutava il sistema dei partiti e la democrazia di tipo occidentale, e non aveva una posizione ufficiale all'interno dell'esercito, ma la sua ideologia e i suoi sostenitori continuarono a influenzare il militarismo giapponese fino alla fine degli anni Trenta.

## Storia

### Premesse
L'Impero del Giappone aveva goduto della crescita economica durante la prima guerra mondiale, ma questa finì nei primi anni Venti con la crisi finanziaria Shōwa. I disordini sociali aumentarono con la crescente polarizzazione della società e delle disuguaglianze, come il traffico delle ragazze, con i sindacati sempre più influenzati dal socialismo, dal comunismo e dall'anarchismo, ma i leader industriali e finanziari del Giappone continuarono a diventare più ricchi grazie ai loro legami interni con i politici e i burocrati. L'esercito era considerato "pulito" in termini di corruzione politica ed elementi all'interno dell'esercito erano determinati a intraprendere un'azione diretta per eliminare le minacce percepite al Giappone create dalle debolezze della democrazia liberale e dalla corruzione politica.

### La nascita della fazione
I fondatori della Kōdōha furono Sadao Araki e il suo protetto Jinzaburō Masaki. Araki era un noto filosofo politico dell'esercito che legò l'antico codice dei samurai, il bushidō, a idee affini a quelle del fascismo europeo per formare la base ideologica del proprio pensiero, che univa l'Imperatore, il popolo, la terra e la morale in un'unica entità indivisibile.
In una conferenza stampa del settembre 1932 Araki menzionò per la prima volta la parola "Kōdōha", che dal quel momento ricevette la propria popolarità. La Kōdōha prefigurava il ritorno a un Giappone idealizzato pre-industriale e pre-occidentalizzato, depurato da burocrati corrotti, politici opportunisti e avidi capitalisti degli zaibatsu. Lo Stato sarebbe stato retto direttamente dall'Imperatore Hirohito attraverso una restaurazione assistita dai militari che avrebbe eliminato la democrazia Taishō e riportato in auge i valori tradizionali del Paese. Dal punto di vista internazionale, una guerra con l'Unione Sovietica sarebbe stata inevitabile, oltre che necessaria per eliminare la minaccia posta dal comunismo.

### Lo scontro tra Kōdōha e Tōseiha
Nel 1931 Araki divenne ministro della Guerra nel gabinetto del primo ministro Inukai Tsuyoshi e Masaki divenne vice capo dell'Ufficio Generale di Stato Maggiore dell'Esercito. Entrambi iniziarono a rimuovere dai ruoli chiave i seguaci del generale Kazushige Ugaki, che spingeva per una modernizzazione tecnologica dell'esercito mentre Araki ed i suoi seguaci sostenevano che l'addestramento spirituale, o élan, dell'esercito fosse più importante.
Per opporsi alla Kōdōha Kazushige Ugaki, Hajime Sugiyama, Kuniaki Koiso, Yoshijirō Umezu, Tetsuzan Nagata e Hideki Tōjō crearono un'altra fazione interna all'esercito, denominata Tōseiha. Comune alle due fazioni era la convinzione che la difesa nazionale dovesse essere rafforzata attraverso una riforma della politica interna ed entrambe mutuarono alcune delle proprie basi ideologiche dalle ideologie fasciste e totalitarie, esprimendo forte sfiducia verso la democrazia rappresentativa e i partiti politici. 
Mentre però la Kōdōha propugnava una "rivoluzione restauratrice", la Tōseiha si attestava su posizioni più moderate, credendo che una futura guerra sarebbe stata una guerra totale e avrebbe richiesto il contributo dell'apparato burocratico e degli zaibatsu per massimizzare la capacità industriale e militare del Paese. Inoltre, mentre la Kōdōha credeva fermamente nella necessità di una guerra preventiva contro l'Unione Sovietica secondo la dottrina strategica del Hokushin-ron, la Tōseiha preferiva una cauta politica espansionista difensiva secondo la dottrina del Nanshin-ron.

### Il declino della Kōdōha

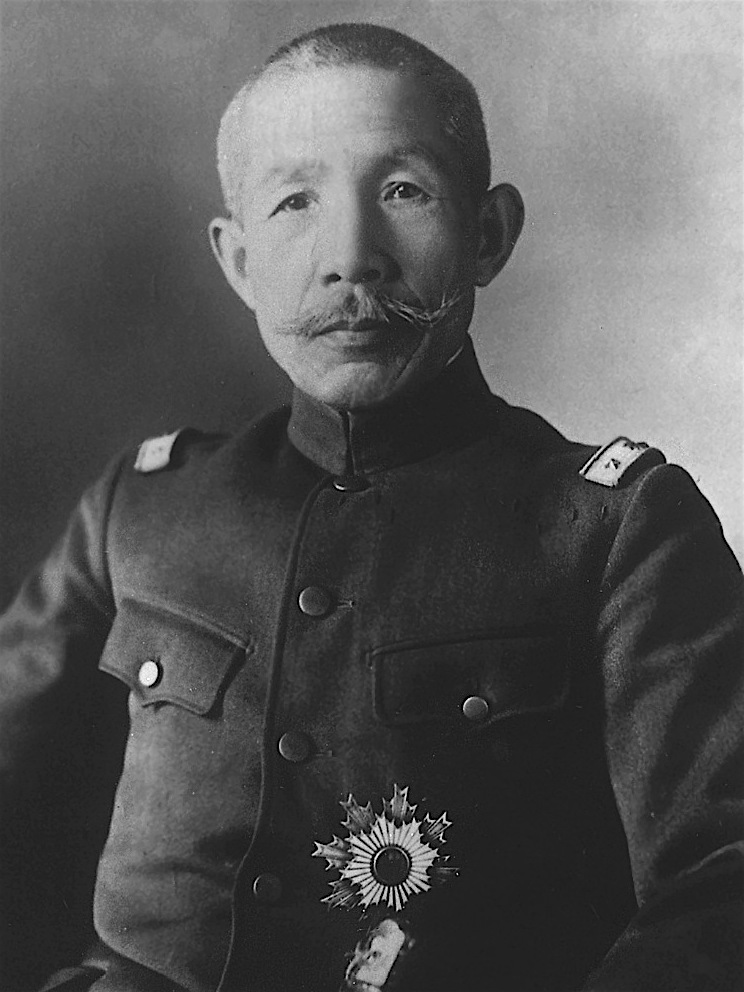
Il generale Sadao Araki, fondatore del Kōdōha

Dopo l'incidente di Mukden le due fazioni si scontrarono per il dominio sull'esercito. Inizialmente la Kōdōha ebbe il sopravvento ma, dopo le dimissioni di Araki per malattia nel 1934, la sua influenza cominciò a declinare e Araki venne sostituito dal generale Senjūrō Hayashi, simpatizzante della Tōseiha.
Nel novembre 1934 venne sventato, con l'aiuto della Kempeitai, un progetto di alcuni affiliati della Kōdōha per uccidere diversi importanti uomini politici. La Tōseiha costrinse alle dimissioni Masaki (che nel frattempo aveva scalato diverse posizioni gerarchiche nelle forze armate) per il suo coinvolgimento e fece degradare circa 3000 ufficiali della sua fazione.
Per rappresaglia Saburō Aizawa, un ufficiale della Kōdōha, uccise il leader della Tōseiha Tetsuzan Nagata, dando luogo al cosiddetto Incidente di Aizawa del 12 luglio 1935. Il tribunale militare chiamato a giudicare Aizawa, presieduto dal generale Heisuke Yanagawa (capo della 1ª Divisione dell'Esercito Imperiale e schierato con la Kōdōha) riuscì però a presentare l'uccisore come un patriota altruista e Nagata come un personaggio equivoco e assetato di potere. Come conseguenza dell'Incidente il ministro della Guerra Senjūrō Hayashi, seguace di Araki, venne costretto alle dimissioni e il reparto di Yanagawa venne destinato alla Manciuria. Ciò convinse la Kōdōha della necessità di un'azione diretta e provocò una rapida evoluzione degli eventi: all'inizio del 1936 la 1ª Divisione venne direttamente coinvolta in un tentativo di colpo di Stato che prese il nome di incidente del 26 febbraio.
Il fallimento del golpe portò alla completa epurazione dei membri della Kōdōha dalle alte gerarchie delle forze armate e alle dimissioni del suo leader Sadao Araki dall'Esercito Imperiale. Nel frattempo la Corte marziale decise la fucilazione di Aizawa, che venne ucciso il 3 luglio 1936. La Kōdōha cessò praticamente di esistere e, di conseguenza, la Tōseiha perse gran parte della propria ragione di esistere.
Anche se i membri della Tōseiha presero il controllo dell'Esercito Imperiale, gli ideali di potere spirituale e misticismo imperiale propugnati dalla Kōdōha rimasero all'interno delle forze armate così come la sua tradizione di insubordinazione portata avanti da giovani ufficiali (Gekokujo) che di lì a poco sarebbe riemersa con lo scoppio della seconda guerra sino-giapponese.